# Dubravka Ostojić
Dubravka Ostojić (Zagreb, 19. jun 1961) hrvatska је filmska, televizijska i pozorišna glumica. Završila je Akademiju dramskih umetnosti u Zagrebu, а 1985. se prvi put pojavljuje na televiziji u seriji Brisani prostor. Nakon toga glumila je u brojnim filmovima i serijama od kojih je najpoznatija uloga Sanje Grospić u hrvatskoj verziji Naše male klinike. Takođe je glumila u brojnim pozorišnim predstavama.
Godine 1978. se udala za popularnog glumca Ivu Gregurevića od kojeg se razvela 2002 godine. Sa njim ima jednog sina, Marka. Kasnije se udala za Ivana Vidića, hrvatskog dramatičara.

## Filmografija
| Год.       | Назив                                                  | Улога             |
| ---------- | ------------------------------------------------------ | ----------------- |
| 1980.-e    |                                                        |                   |
| 1985.      | Brisani prostor                                        | Šalova žena       |
| 1985.      | Za sreću je potrebno troje                             | Nina Korbar       |
| 1985.      | To nije moj život, to je samo privremeno               |                   |
| 1987.      | Rimski dan                                             | Livija            |
| 1989.      | Priča o Duhu                                           | Mladićeva devojka |
| 1990-e     |                                                        |                   |
| 1990.      | Le Retour d'Arsène Lupin (TV serija)                   |                   |
| 1991.      | Stand by                                               | Novinaraka        |
| 1992.      | Slavlje Božićne noći                                   |                   |
| 1992.      | Luka                                                   |                   |
| 1992-1996. | Smogovci                                               | Učiteljica Višnja |
| 1993.      | Roktanje intelektualnih krmača ili Europa danas (film) |                   |
| 1993.      | Kontesa Dora                                           |                   |
| 1996.      | Anđele moj dragi                                       | Ika               |
| 1997.      | Novogodišnja pljačka (film)                            |                   |
| 1998.      | Tri muškarca Melite Žganjer                            | Beba              |
| 1998.      | Obiteljska stvar                                       | Maja Cvitan       |
| 1999.      | Naša kućica, naša slobodica (mini serija)              |                   |
| 2000.-e    |                                                        |                   |
| 2001.      | Holding                                                | Biba              |
| 2003.      | Ispod crte                                             | Ruža              |
| 2004.      | Osvajanja Ljudevita Posavca (mini serija)              |                   |
| 2004-2007. | Naša mala klinika (Hrvatska)                           | Sanja Grospić     |
| 2005.      | Žutokljunac                                            | Terezija          |
| 2008.      | Naša mala klinika (Srbija)                             | Gospođa Menta     |
| 2009.      | Zakon!                                                 | Đurđa             |
| 2010.-e    |                                                        |                   |
| 2015.      | Ne pričamo o vama nego o djeci (kratki film)           |                   |
| 2018-2020. | Novine                                                 | Vedrana Vilović   |